# Synapsis yunnanus
Synapsis yunnanus är en skalbaggsart som beskrevs av Gilbert John Arrow 1933. Synapsis yunnanus ingår i släktet Synapsis och familjen bladhorningar. Inga underarter finns listade i Catalogue of Life.